# Villa Oppenheim (Berlin)
Koordinaten: 52° 30′ 58,9″ N, 13° 17′ 51,2″ O
Die Villa Oppenheim, auch Villa Sorgenfrei genannt, ist ein ehemaliges großbürgerliches Wohnhaus in Berlin auf dem Grundstück Schloßstraße 55 im Ortsteil Charlottenburg. Die 1881–1882 im Stil der Neorenaissance erbaute Villa diente bis 1911 als Wohnhaus, danach gab es Besitzer- und Nutzungswechsel (Vereinshaus, Schule, Galerie), und von 1995 bis 2009 beherbergte das Haus ein Museum für Gegenwartskunst. Seit 2012 dient die unter Denkmalschutz stehende Villa als Heimat- und Geschichtsmuseum der heutigen Berliner Ortsteile Charlottenburg und Wilmersdorf.

## Bauwerk
Die Villa Oppenheim war der Nachfolgebau eines älteren Hauses und wurde nach Entwurf des Berliner Architekten Christian Heidecke für das Ehepaar Oppenheim errichtet. Bei dem ursprünglich dreiflügeligen Bau aus Backstein-Mauerwerk orientierte sich Heidecke an der Gestaltung der Renaissancevillen Venedigs. Das Erdgeschoss erhielt hochrechteckige Fenster mit schlichten Sandsteinrahmungen, die Fenster des Obergeschosses sind von Pfeilern flankiert und haben Rundbogenabschlüsse innerhalb eines rechteckigen Rahmens. Durchgehende Gesimse trennen die Geschosse optisch voneinander. Für eine weitere Auflockerung der Komposition sorgen Freitreppen, die von den Portalen der Eckrisalite in den Garten führten, und Loggien mit eingestellten Säulen im ersten Obergeschoss. Die heutige Farbgebung – rot für die Wände, weiß für die gliedernden Elemente – hebt diese Anordnung hervor. Auf der Nordseite befand sich im Obergeschoss ein Balkon über dem zentralen Portikus und auch die Südseite war durch einen Portikus samt Mittelrisalit symmetrisch gegliedert. Das Dach ist ein gekapptes Mansardwalmdach. Zwei Gebäudeflügel wurden später abgetragen und ein Anbau hinzugefügt.

## Geschichte

### Nebengebäude des königlichen Schlosses
Zur Zeit der ersten Bebauung Charlottenburgs standen auf dem Grundstück der Marstall, die Menagerie und das Lorbeerhaus des Charlottenburger Schlosses. Ende des 18. Jahrhunderts wurde die Orangerie errichtet, und König Friedrich Wilhelm II. verschenkte das Grundstück an den Geheimen Kämmerer Rietz.

### Familien-Sommersitz
Nach mehreren Besitzerwechseln ging es 1844/1846 in das Eigentum des Bankiers Alexander Mendelssohn über, der dort einen Sommersitz für seine Familie bauen ließ, dem er den Namen Sorgenfrei (französisch: sans souci = ‚ohne Sorge‘) gab, als Anspielung auf ein Kleines Sanssouci. Im Jahr 1871 erbte seine Witwe, Marianne Mendelssohn geborene Seligmann (1799–1880) das Anwesen. Nach ihrem Tod fielen Villa, Nebengebäude und Garten an die zweitälteste Tochter Margarethe (1823–1890), die mit dem Obertribunalrat Otto Georg Oppenheim (1817–1909) verheiratet war. Die alte Villa Sorgenfrei wurde abgerissen, um für einen Neubau Platz zu machen – die heutige Villa Oppenheim. Sie wurde bis zum Tod Otto Georg Oppenheims im Jahr 1909 als Alterssitz des Juristen sowie als Sommersitz der Nachkommen genutzt und 1911 samt dem dazugehörigen Grundstück an die Stadt Charlottenburg verkauft. Die Stadtverwaltung verkaufte die Immobilie umgehend an den Kriegerverband weiter, der es als Kriegervereinshaus nutzte. Bereits 1913 erwarb die Stadt Charlottenburg das Grundstück im Rahmen einer Zwangsversteigerung zurück.

### Umbau und Ergänzung durch ein Schulgebäude auf dem Anwesen
Die Stadt legte auf dem östlichen Teil des großen Oppenheim’schen Gartens den Schustehruspark an, riss den Nordflügel und die Nebengebäude der Villa ab und errichtete nach Plänen von Hans Winterstein ein Schulgebäude, das mit dem Rest der Villa Oppenheim verbunden war. Die Schule trug zunächst den Namen Sophie-Charlotte-Schule, später wurde sie in Oppenheim-Oberschule umbenannt. Auch das Schulgebäude steht unter Denkmalschutz.
Während des Zweiten Weltkriegs dienten die Gebäude als Seuchenlazarett, doch schon 1945 wurde der Schulbetrieb wieder aufgenommen. Die Villa hatte durch die alliierten Luftangriffe ihr Dachgeschoss eingebüßt und erhielt nun ein provisorisches Flachdach. 

### Von der Schule über ein Kunsthaus zum regionalen Museum
Von 1985 bis 1987 wurde die Villa Oppenheim restauriert und mit Galerieräumen im Erdgeschoss versehen. Von 2005 bis 2009 beherbergte sie die Galerie für Gegenwartskunst. Anschließend musste auch das historische Gebäude umfassend saniert werden. Seit Abschluss der Sanierungsarbeiten am 24. Januar 2012 ist das Museum Charlottenburg-Wilmersdorf in der Villa Oppenheim untergebracht. Mehrere Ausstellungen sind für Besucher geöffnet, darunter Dauer- und Wechselausstellungen.